# Lý thuyết kiểm soát xã hội
Trong tội phạm học, lý thuyết kiểm soát xã hội đề xuất rằng việc khai thác quá trình xã hội hóa và học tập xã hội sẽ xây dựng sự tự kiểm soát và làm giảm xu hướng đam mê hành vi được thừa nhận là phản xã hội. Lý thuyết này xuất phát từ các lý thuyết chức năng của tội phạm và được phát triển bởi Ivan Nye (1958), người đã đề xuất rằng có ba loại kiểm soát:
- Trực tiếp: qua đó hình phạt bị đe dọa hoặc áp dụng cho hành vi sai trái, và sự tuân thủ được cha mẹ, gia đình và nhân vật có thẩm quyền khen thưởng.
- Gián tiếp: bằng cách xác định với những người ảnh hưởng đến hành vi, nói bởi vì hành vi phạm pháp của anh ta hoặc cô ta có thể gây ra đau đớn và thất vọng cho cha mẹ và những người khác mà anh ta hoặc cô ta có mối quan hệ thân thiết.
- Nội bộ: theo đó một thanh niên kiềm chế sự phạm pháp thông qua lương tâm hoặc siêu tôi.

## Định nghĩa
Lý thuyết kiểm soát xã hội đề xuất rằng các mối quan hệ, cam kết, giá trị, chuẩn mực và niềm tin của mọi người đều khuyến khích họ không vi phạm pháp luật. Do đó, nếu các quy tắc đạo đức được tiếp thu và các cá nhân bị ràng buộc và có quan hệ trong cộng đồng rộng lớn hơn của họ, họ sẽ tự nguyện giới hạn xu hướng của họ để không thực hiện các hành vi lệch lạc. Lý thuyết này tìm cách hiểu những cách có thể làm giảm khả năng tội phạm phát triển ở các cá nhân. Nó không xem xét các vấn đề động lực, chỉ đơn giản là bắt đầu rằng con người có thể chọn tham gia vào một loạt các hoạt động, trừ khi phạm vi bị giới hạn bởi các quá trình xã hội hóa và học tập xã hội. Lý thuyết này xuất phát từ quan điểm của người Hobbes về bản chất con người như được thể hiện trong Leviathan, tức là tất cả các lựa chọn đều bị hạn chế bởi các khế ước, thỏa thuận và đồng thuận xã hội ngầm giữa mọi người. Do đó, đạo đức được tạo ra trong việc xây dựng trật tự xã hội, gán chi phí và hậu quả cho những lựa chọn nhất định và định nghĩa một số là xấu xa, vô đạo đức và/hoặc bất hợp pháp.